# Arthur Wear
Arthur Yancey Wear (* 1. März 1880 in St. Louis, Missouri; † 6. November 1918 in Pouilly, Frankreich) war ein US-amerikanischer Tennisspieler.
Arthur Wear, der an der Yale University studierte, spielte dort in mehreren Baseball-Mannschaften, war aber nie als Tennisspieler gelistet. Dennoch spielte er bei den Olympischen Sommerspielen 1904 in seiner Heimatstadt St. Louis zusammen mit seinem Landsmann Clarence Gamble im Tennis-Herrendoppel. Sie gewannen die Bronzemedaille, nachdem sie im Halbfinale den späteren Olympiasiegern Edgar Leonard und Beals Wright mit 1:6 und 2:6 unterlegen waren. Sein älterer Bruder Joseph belegte mit einem anderen Parnter ebenfalls den dritten Platz.
Nach seinem Abschluss in Yale arbeitete er bis zum Ausbruch des Ersten Weltkriegs im Trockennahrungs-Business seiner Familie. In der Schlacht von St. Mihiel 1918 kommandierte er eine Infanterieeinheit. Obwohl er nicht wirklich verwundet war, verschlechterte sich sein Gesundheitszustand. Er verweigerte die Behandlung eines vermuteten Magengeschwürs und starb schließlich während der Maas-Argonnen-Offensive.